# Urbandale
Urbandale är en stad (city) i Dallas County, och  Polk County, i delstaten Iowa, USA. Enligt United States Census Bureau har staden en folkmängd på 40 311 invånare (2011) och en landarea på 56,8 km².